# Cadière d'Anne de Bretagne
Pour les articles homonymes, voir cadière.

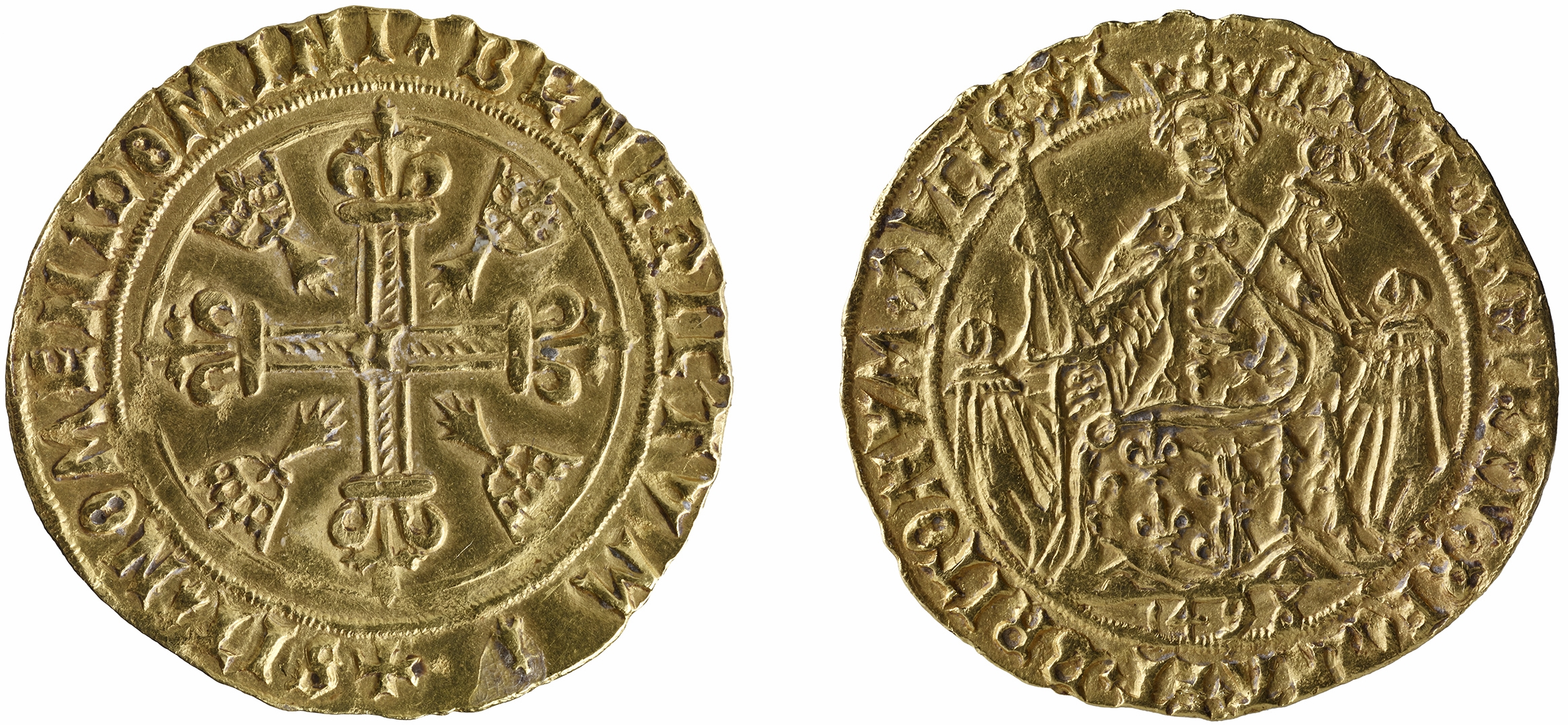
Cadière d'Anne de Bretagne

La cadière d'Anne de Bretagne est une pièce de monnaie en or du duché de Bretagne, présentant la reine Anne de Bretagne assise sur un trône, frappée en 1498-1499.
Véritable "chant du cygne" de la production monétaire ducale bretonne, la cadière marque l'apogée artistique du monnayage breton. Frappée avant l'annexion du Duché par le royaume de France, elle en est l'un des derniers types monétaires.

## Contextualisation
En 1491, lors du mariage d'Anne de Bretagne avec le roi de France Charles VIII, celui-ci ordonne la fonte des monnaies des précédents ducs de Bretagne, celles-ci rappelant que les ducs étaient rois en leur duché, afin de marquer son pouvoir.
En 1498-1499, Anne de Bretagne est duchesse de Bretagne et reine de France, veuve du roi Charles VIII. Elle décide de frapper une nouvelle monnaie à Nantes, place du Bouffay — un privilège réservé au roi et aux princes ayant rang de roi — afin de rappeler la souveraineté du duché de Bretagne et confirmer son autorité, avant son prochain mariage avec Louis XII, le nouveau roi de France.
Le but de cette nouvelle monnaie n'est pas économique mais symbolique. Anne de Bretagne n'en fera d'ailleurs frapper que 10 000 exemplaires.
Sa conception est confiée à Jean Bourdichon, peintre du roi, qui représente Anne de Bretagne avec les attributs royaux.

## Description
Il s'agit d'une monnaie en or frappé, d'un poids de 3,50 grammes pour un diamètre de 27 millimètres.

### Avers
Sur l'avers, la duchesse Anne est représentée en majesté, assise sur un trône, en majesté, reprenant un motif utilisé par de nombreux rois de France. Elle tient un sceptre dans la main droite en symbole d'autorité souveraine, et une épée dans la main gauche qui rappelle qu'elle est chef militaire. Sa tête est ceinte d'une large couronne. Sa robe et son manteau  reprennent les armes de Bretagne et de France : hermines et fleurs de lys. La date est placée sous les pieds du sujet.
La grènetis est entourée par la mention ANNA.D.G.FRAN.REGINA.ET.BRITONVM.DVCISSA (« Anne, par la grâce de Dieu, reine des Français et duchesse des Bretons »).

### Revers
Une croix d'inspiration Renaissance est présente au revers, chargé en cœur d'un N oncial. Elle est ornée à chaque extrémité de deux bourrelets inégaux, surmontés d'une croix fichée entre deux pétales de lis.
La mention SIT ! NOMEN ! DOMINI ! BENEDICTUM ! est présente dans le cercle délié entourant la croix.

## Dénomination
Le terme de « cadière » fait référence au trône sur lequel est assise la duchesse (du latin cathedra, chaise à dossier ou siège).
On peut rapprocher la représentation de la souveraine des écus d'or dits « à la chaise » émis par les rois de France, notamment Philippe VI ou Jean le Bon, les montrant assis en majesté dans une stalle gothique. Ces monnaies royales accusaient cependant un poids de l'ordre de 4,5 g pour un diamètre de 29 mm.

## Exemplaires
Il existe deux types de cette cadière. Un modèle très rare dont il n'existe que quelques exemplaires (5 connus en 2015) montrant un sol représenté sous les pieds d'Anne de Bretagne. Un autre modèle portant la date de 1498 sous les pieds d'Anne de Bretagne (15 connus en 2015).
Le musée de Bretagne possède un exemplaire portant la date de 1498 : cette série est dite du « premier type de Nantes ». Cette monnaie est la première monnaie française à porter un millésime.
Avec d'autres objets, un autre exemplaire de cette pièce a été volée durant la nuit du vendredi 13 avril au samedi 14 avril 2018 au musée départemental Thomas-Dobrée, où elle était exposée dans le cadre d'une exposition intitulée « Voyage dans les collections »,. Elle a été retrouvée à Saint-Nazaire le 21 avril avec l'ensemble du butin.

## Biographie
- Notice de la cadière du Musée de Bretagne, sur le site du Musée de Bretagne, licence CC0.
- Olivier David, Grégor Marchand, Daniel Pichot, Gauthier Aubert, Yann Lagadec, Luc Capdevila et Jacqueline Sainclivier (préf. Michel Gautier), Bretagne est univers, Éditions Apogée et Presses universitaires de Rennes, 2006 (ISBN 978-2-84398-257-6 et 978-2-7535-0408-0, BNF 41178067), p. 93.